# Saarlouiser Bruderschaften

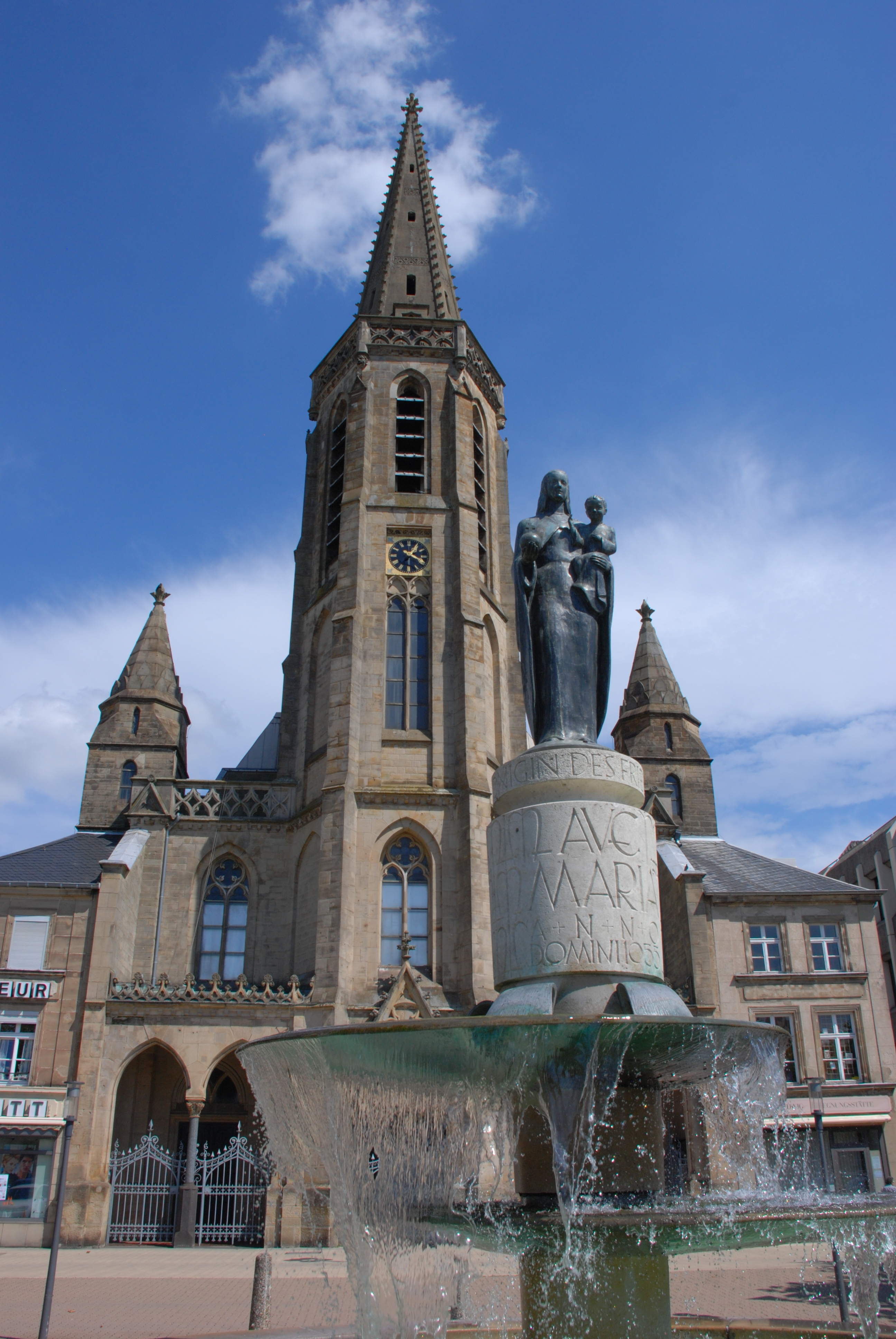
Kirche St. Ludwig mit Marienbrunnen am Großen Markt in Saarlouis

Die Saarlouiser Bruderschaften bestehen/bestanden in Saarlouis im Saarland.
Im Rahmen des Pfarrlebens der katholischen Saarlouiser Stadtpfarrkirche St. Ludwig bestanden in der Festungsstadt mehrere historische religiöse Bruderschaften, deren Aktivitäten in Bruderschaftsbüchern des Pfarrarchives von St. Ludwig (heute im Bistumsarchiv Trier) dokumentiert sind.

## Religiöse Bruderschaften

### Bruderschaft vom allerheiligsten Sakrament
Die Saarlouiser "Bruderschaft vom heiligsten Sakrament" wurde im Jahr 1692 gegründet und durch eine Bulle des Papstes Innozenz XII. bestätigt:

„Im Namen unsers Herrn Jesu Christi. Die Bulle unsers Heiligsten Vaters dess Papstes Innocentii des XII. Für die Aufrichtung der Bruderschafft des Allerheiligsten Sacraments dess Altars In der Pfarr-Kirchen der Königlichen Stadt Sarluis. Zur ewigen Gedächtnus an die Nachkömmlinge; Nachdem wir gar wohl unterricht / wie uns ist vorgetragen worden; wie dass in der Pfarr-Kirchen zu Sarluis im Ertzbischthumb Trier die Gläubige beider Manns- und Weibs-Geschlechts / und von allerley Stands / Kunst / und Handwercker hefftigen verlangen vereinigtet zu seyn mit dem Bandeiner heiligen Gesellschafft und Bruderschafft / und sich sonderlich zu Consecrieren zum Dienst des Allerheiligsten Sacraments des Altars; welches sie durch viele der Andacht und Liebs-Uebungen / so sie äusserlich verrichten / zeigen; haben Wir aus allen Unserem Vermögen eine so heilige Fürbereitung gewolt unterhalten / und das Mittel zu geben / damit sie von Tag zu Tag vermehret werde. Verwilligen und lassen zu auss Unserer Authorität seiner heiligen Apostolen Petri und Pauli geben und verleyhen allen Gläubigen / Manns- und Weibs-Geschlechts Vollkommenen Ablass aller ihrer Sünden auff dem beichtet / und communiciert haben. Verleyhen auch dessgleichen allen Gläubigen der gemelter Manns- und Weibs-Geschlecht / so in dieser Bruderschaft seynd / oder nach diesem sich werden einverleiben vollkommenen Ablass am Ende ihres Lebens / wann sie wahrhafftig bereuet / gebeicht / und das heilige Viaticum oder Zehrspeiss werden empfangen haben / oder wann kein Mittel beyhand / dass eine oder das andere zu verrichten / den allerheiligsten Nahmen Jesu mit Andacht / und zerknirschtem Herzen mit dem Mund oder allein mit dem Hertzen werden ausgesprochen haben / Verleihen auch barmhertzlich im Nahmen unsers Herrrn Jesu Christi denselben vollkommenen Ablass aller Sünden gemelten Gläubigen Brüdern und Schwestern einmahl im Jahre auff dem Jahr-Tag gemelter Bruderschafft … gebeicht, communicieret und mit Andacht einmahl gesagte Kirch zu Sarluis / von der ersten Vesper … bis Aufgang der Sonnen dess anderen Tags auff dem Tag der Bruderschaft besucht haben... Gegeben zu Rom zu St. Maria Major unter dem Siegel dess Fischers den 30. Juni 1692. Und unseres Pabsthumbs das erste Jahr.“

### Skapulierbruderschaft
Die Saarlouiser Skapulierbruderschaft wurde im Jahr 1718 gegründet. Die Bruderschaft war allgemein durch den englischen Mönch Simon Stock nach einer Vision der Jungfrau und Gottesmutter Maria in Cambridge im Jahr 1251 gegründet worden. In dieser Vision hatte ihm die Madonna ein Skapulier überreichte, das später Teil des Habits der Karmeliten wurde. In der Vision gab sie darüber hinaus Simon Stock das Versprechen, dass jeder, der das Skapulier trage, unter ihrem himmlischen Schutz stehe. Auch Angehörige anderer Orden und schließlich Laien baten dann, ein solches Skapulier tragen zu dürfen. Daraufhin wurden in Karmelitenklöstern sogenannte Skapulierbruderschaften für Laien gegründet, die das sogenannte braune Skapulier trugen. Alle Mitglieder einer Skapulierbruderschaft fühlen sich der Gottesmutter in besonderer Weise verbunden und sollen nach einer dem hl. Simon Stock gegebenen Verheißung am ersten Samstag nach ihrem irdischen Ableben aus dem Fegefeuer befreit werden. Für die Mitglieder der Saarlouiser Skapulierbruderschaft wurden ebenfalls besondere Ablässe gewährt. Die Mitglieder der Saarlouiser Skapulierbruderschaft waren zur Teilnahme an den feierlichen Sakramentsprozessionen verpflichtet. Die Prozessionen fanden an zwei Sonntagen im Monat im Zusammenhang mit Hochämtern statt und waren mit einem vollkommenen Ablass verbunden. Das Hauptfest der Saarlouiser Skapulierbruderschaft war der 16. Juni, der Tag, an dem die Gottesmutter Simon Stock in Cambridge erschienen sein soll. Die Saarlouiser Bruderschaft beging den Festtag mit einer Prozession um den Großen Markt herum. Sowohl bei den Prozessionen als auch am Hauptfest wurden feierliche Aussetzungen der Hostie in der Monstranz veranstaltet, wobei die Bruderschaftsmitglieder eine sakramentale Ehrenwache abhielten. Eigene Bruderschaftsgottesdienste wurden stets in der Muttergotteskapelle von St. Ludwig begangen. Der Vorstand der Saarlouiser Skapulierbruderschaft wurde jeweils am Sonntag nach dem Hauptfest der religiösen Vereinigung gewählt.

### Sebastianusbruderschaft
Die zu Beginn des Dreißigjährigen Krieges in Wallerfangen gegründete Sebastianusbruderschaft wurde im Jahr 1682 von Wallerfangen nach Saarlouis verlegt und wurde durch königliche Verordnung Ludwigs XIV. vom 20. Oktober 1708 in ihren alten Privilegien bestätigt. Die Bruderschaft kümmerte sich um den Brandschutz in der Festungsstadt und trat als Ehrengarde bei religiösen Festlichkeiten in roten Uniformen mit dem Kreuzeszeichen und dem Bild des Bruderschaftspatrones auf. Der Bruderschaftspatron, der heilige Sebastian, wurde gegen die Pest sowie andere Seuchen angerufen. Die Gründung der Bruderschaft steht vermutlich im Zusammenhang mit dem Ausbruch der Pest in Lothringen zu Beginn des Dreißigjährigen Krieges.

### Bruderschaft des Dritten Ordens des hl. Franziskus
Die Saarlouiser "Bruderschaft des Dritten Ordens des hl. Franziskus" bestand bereits im Jahr 1706. Die Gründung der Bruderschaft könnte im Zusammenhang mit der Mitgliedschaft des Saarlouiser Pfarr- und Stadtpatrons, des heiligen Ludwig IX. von Frankreich, im Dritten Orden des heiligen Franziskus von Assisi stehen. Allgemein wurde die Laienbewegung des Dritten Ordens im 13. Jahrhundert gegründet.

### Bruderschaftsgründungen und Volksmissionen im 19. Jahrhundert

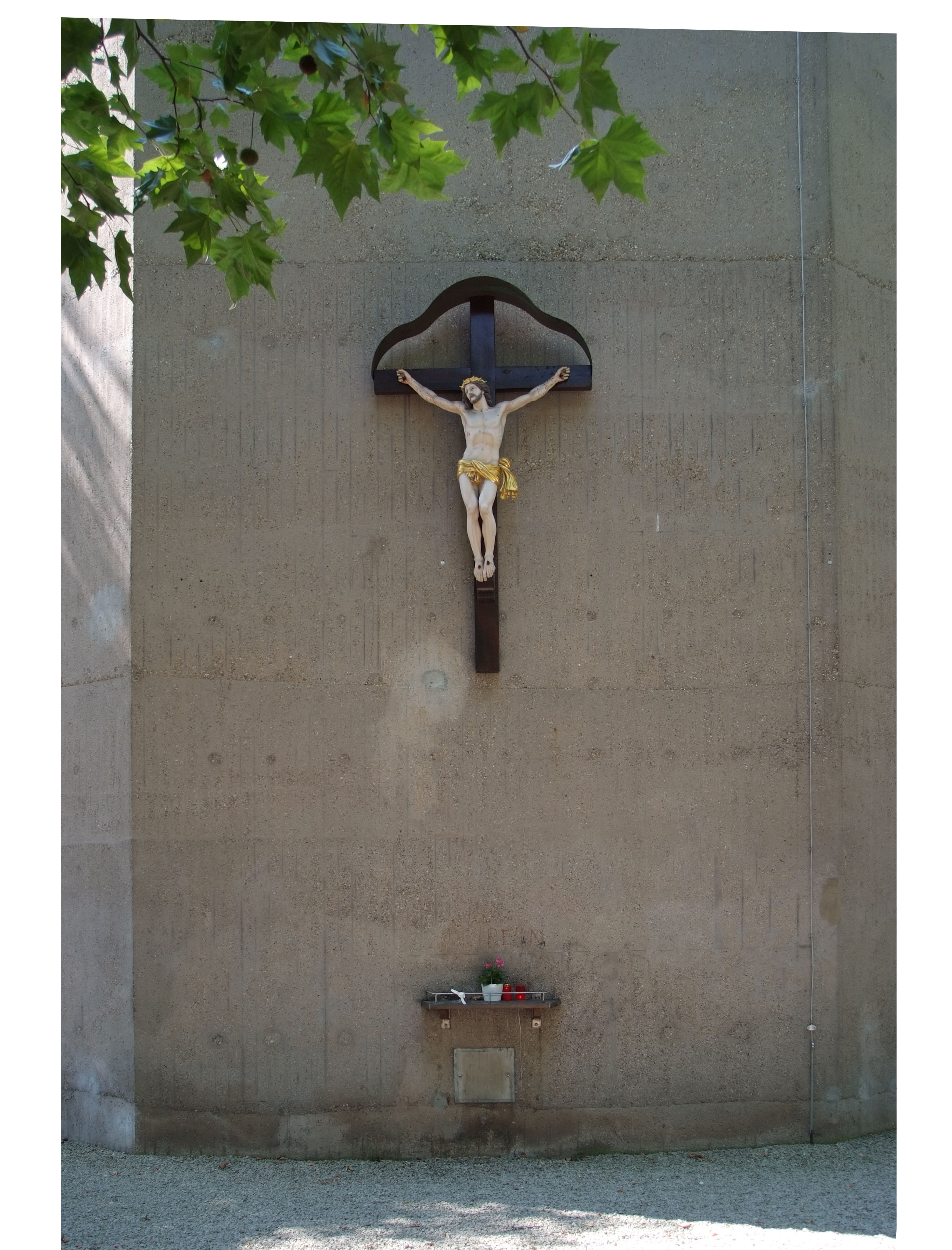
St. Ludwig (Saarlouis), Außenseite der Kirche, Apsis, Kreuz am Dechant-Unkel-Platz, ursprünglicher Verlauf der Friedensstraße mit dem alten Pfarrhaus

Im Gefolge der allgemeinen marianischen Frömmigkeit des 19. Jahrhunderts wurde auch in Saarlouis am 15. Juni 1845 eine "Bruderschaft vom unbefleckten Herzen Mariae" ins Leben gerufen. Anlässlich der Gründung der Bruderschaft war der Trierer Bischof Wilhelm Arnoldi nach Saarlouis gekommen und hielt eine Weiherede. Im gleichen Jahr gründete sich in St. Ludwig eine St. Josefs-Gewerkschafts-Bruderschaft zur Förderung des kirchlichen und sittlichen Lebens. Der neuen Bruderschaft konnten sowohl Meister als auch Gesellen beitreten, die keinen "notorisch unchristlichen Wandel führten".
Eine spürbare Neubelebung des katholischen Lebens brachte die Volksmission der Redemptoristenpatres aus dem französischen Teterchen in Lothringen mit sich, die vom 14. Juni bis zum 6. Juni 1851 abgehalten wurde und mit einer großen Prozession der katholischen Bevölkerung durch die Stadt schloss. Ehrengast war wiederum der Trierer Bischof Arnoldi. Hinter der Kirche segnete der Bischof das neuerrichtete Missionskreuz ein, bevor die gesamte Stadt nächtlich illuminiert wurde. Zum Dank an die lothringischen Redemptoristenpatres schenkte die Kirchengemeinde diesen einen silbernen Kelch, den man bei einem Pariser Goldschmied in Auftrag gegeben hatte. Der Kelch trug das Stadtwappen von Saarlouis mit der Inschrift "Zur Erinnerung an die hl. Mission der Redemptoristenpatres aus Teterchen im Jahr 1851 - Die dankbaren Bürger von Saarlouis."
In zunehmendem Maße wurden der Pfarrgemeinde in dieser Zeit umfangreiche fromme Stiftungen zuteil.
Katholische Vereinsgründungen, Volksmission sowie Stiftungen mit ihrem Wiederaufleben einer intensiven Frömmigkeit und Kirchlichkeit müssen im Zusammenhang mit den sogenannten Kölner Wirren, einer Auseinandersetzung zwischen dem protestantischen Königreich Preußen und dem rheinischen Katholizismus, sowie mit den gesellschaftspolitischen Entwicklungen des Vormärz im Vorfeld der Revolution von 1848/49 verstanden werden. Der konfessionelle Konflikt steigerte sich im Kulturkampf in den 1870er Jahren und trug insgesamt zum Entstehen eines politischen Katholizismus bei.